# كانيا كينغ
كانيا كينغ (من مواليد 1969) هي سيدة أعمال بريطاني أسست جوائز موبو عام 1996، في احتفالات توزيع جوائز الموسيقى في أوروبا، احتفالًا بالتميز في الموسيقى وتكريم الإنجازات الفنية والتقنية للمواهب البريطانية والعالمية الاستثنائية في المجالات الموسيقية لموسيقى الهيب هوب، وغرايم، و آر إن بي/سول. والريغي والجاز وموسيقى الغوسبل والموسيقى الأفريقية.في فبراير 2013 تم تصنيف كانيا كينغ كواحدة من أقوى 100 امرأة في المملكة المتحدة من قبل برنامج إذاعية ساعة امرأة على بي بي سي راديو 4، وظهرت أيضًا ضمن قائمة 100 امرأة بي بي سي.

## نشأتها
ولدت كينغ عام 1969 في كيلبورن، لندن، لأم أيرلندية وأب غاني، وهو الأصغر بين أطفالهما التسعة. توفي والدها كريستيان أوكلو عندما كان عمرها 13 عامًا. عندما بلغت 16 عامًا، أنجبت ابنها، وبعد ذلك تركت المدرسة.

## روابط خارجية
- Kanya King - Official website
- www.gov.uk